# 1770年海地地震
1770年海地地震于当地时间1770年6月3日19点15分发生在法国殖民地法属圣多明戈（今海地）太子港附近的恩里基洛—芭蕉花园断层带。 

## 地震损害
此次地震强度足以摧毁太子港，夷平太子港西部米拉戈阿訥湖至小戈阿沃之间的所有建筑物。同时，太子港的地面大幅液化，大量建筑物倒塌，包括一些在1751年地震中幸存下来的建筑。 太子港有一个村庄完全沉入海底。 
距离震中莱奥甘区160千米的海地角也有震感。遥远的牙买加岛上的一些烟囱也倒塌了。 
据估计，太子港倒塌的建筑物中有200余人遇难，其中太子港医院80余名患者中只幸存1人。 死亡人数可能会比估计的更高，但地震发生前有多次隆隆的响声，很多人都在主震前逃离房屋，主震由两次震动组成，总共持续了四分钟。 莱奥甘区也有50余人遇难。

## 海啸
地震引发的海啸沿着戈纳夫湾登陆，绵延7.2（4.5英里）进入了内陆的库尔德萨克平原。

## 震后
震后当地死者人数仍持续上升，数千名奴隶在混乱中逃跑，当地经济崩溃。同时有15,000余名奴隶在随后的饥荒中死亡。另有15,000余人因食用从西班牙商人那里购买的在地震中受过污染的肉类而死于胃肠道炭疽病。 